# The Temptations Do the Temptations
The Temptations Do the Temptations è un album in studio del gruppo vocale statunitense The Temptations, pubblicato nel 1976.

## Tracce
Side 1
1. Why Can't You and Me Get Together - 4:54
2. Who Are You (and What Are You Doing With The Rest Of Your Life) - 4:34
3. I'm On Fire (Body Song) - 4:24
4. Put Your Trust In Me, Baby - 3:58

Side 2
1. There Is No Stopping (Til We Set The Whole World Rockin') - 5:02
2. Let Me Count The Ways (I Love You) - 3:57
3. Is There Anybody Else - 4:55
4. I'll Take You In - 5:01

## Formazione

### The Temptations
- Dennis Edwards - voce (tenore/baritono)
- Glenn Leonard - voce (tenore/falsetto)
- Richard Street - voce (tenore)
- Melvin Franklin - voce (basso)
- Otis Williams - voce (baritono)

### Altri musicisti
- John "Special Effects" Barnes - tastiera
- Melvin "Wah Wah" Ragin - chitarra
- Hanry Davis - basso
- James Gadson - batteria
- Eddie "Bongo" Brown - percussioni